# Államok vezetőinek listája 219-ben
Ezen az oldalon az i. sz. 219-ben fennálló államok vezetőinek névsora olvasható földrészek, majd országok szerinti bontásban. 

## Európa
- Boszporoszi Királyság
  - Király: II. Rhészkuporisz (211/212–226/227)

- Római Birodalom
  - Császár: Elagabal (218–222) 
    - Consul: Elagabal császár
    - Consul: Quintus Tineius Sacerdos

## Ázsia
- Armenia
  - Király: II. Tiridatész (216–252)

- Harakéné
  - Király: III. Abinergaosz (210–222)

- Ibériai Királyság
  - Király: Vacse (216–234)

- India
  - Anuradhapura
    - Király: Voharika Tissza (215–237)

- Japán
  - Császárnő: Dzsingú (200–269)

- Kína (Han-dinasztia)
  - Császár: Han Hszien-ti (189–220)

- Korea
  - Pekcse
    - Király: Kuszu (214–234)

  - Kogurjo
    - Király: Szanszang (197–227)

  - Silla
    - Király: Nehe (196–230)

  - Kumgvan Kaja
    - Király: Kodung (199–259)

- Kusán Birodalom
  - Király: I. Vaszudéva (184–220)

- Pártus Birodalom
  - Nagykirály: VI. Vologaészész (207–227)
  - Ellenkirály: IV. Artabanosz (213–224)

## Afrika
- Római Birodalom
  - Aegyptus provincia
    - Praefectus: Callistianus (218–219)
    - Praefectus: Geminius Chrestus (219–221)

- Kusita Királyság
  - Kusita uralkodók listája

## Fordítás
- Ez a szócikk részben vagy egészben  a   Liste der Staatsoberhäupter 219 című német Wikipédia-szócikk ezen változatának fordításán alapul.  Az eredeti cikk szerkesztőit annak laptörténete sorolja fel. Ez a jelzés csupán a megfogalmazás eredetét és a szerzői jogokat jelzi, nem szolgál a cikkben szereplő információk forrásmegjelöléseként.